# Perisphaerus armadillo
Perisphaerus armadillo är en kackerlacksart som beskrevs av Jean Guillaume Audinet Serville 1831. Perisphaerus armadillo ingår i släktet Perisphaerus och familjen jättekackerlackor. Inga underarter finns listade i Catalogue of Life.